# Stefan Wilson
Stefan James Wilson (sinh ngày 20 tháng 9 năm 1989 tại Sheffield, Vương quốc Anh) là một tay đua người Anh và em trai của tay đua Công thức 1 và IndyCar Series quá cố Justin Wilson. Anh cũng là người chiến thắng giải thưởng McLaren Autosport BRDC năm 2007 cho các tay đua trẻ người Anh đầy triển vọng.